# Pasterze
Pasterze er med en længde på omkring 9 kilometer Østrigs største gletsjer. Den befinder sig for foden af Østrigs højeste bjerg Großglockner i delstaten Kärnten. Siden 1856 er gletsjerens areal, der dengang var på mere end 30 km², indskrænket til omkring halvdelen.
Gletstjeren går fra Johannisberg i en højde af 3.453 moh til en højde på 2.100 m ved gletsjerens fod. Smeltevand fra Pasterze opfanges i den opdæmmede sø Stausee Margaritze.

## Kabelbanen
Fra Franz Josefs Höhe ved Großglockner-Hochalpenstraße fører en kabelbane, Großglockner Gletscherbahn, ned til gletsjeren. Banen når til det punkt, hvor gletsjeren ved banens projektering i 1956 nåede. I mellemtiden er gletsjeren smeltet så meget, at der nu fører en 300 meter lang trappe ned til gletsjeren fra banens endestation. Isen synker fortsat, idet gletsjeren i gennemsnit svinder 10 meter årligt på grund af afsmeltning.
47°5′8″N 12°43′24″Ø / 47.08556°N 12.72333°Ø